# Damen i handskdisken
Damen i handskdisken är en svensk TV-film från 1992 i regi av Peter Schildt. I rollerna ses bland andra Gerd Hegnell, Annalisa Ericson och Staffan Göthe.

## Handling
En tragikomisk historia om Agneta, en expedit i handskdisken på ett större varuhus. Hon fantiserar om en perfekt och sorglös familjetillvaro, men är i själva verket ensam och kuvad av sin mor. Hennes arbetskamrater genomskådar henne inte, utan beundrar avundsjukt henne.

## Om filmen
Filmen producerades av Lars Dahlquist efter ett manus av Christina Herrström. Den sändes första gången 30 september 1992 i TV2 och repriserades ytterligare tre gånger 1992–1993.

## Rollista
- Gerd Hegnell – Agneta
- Evert Lindkvist – Ivar
- Ann Lundgren – Marianne (as Ann Lundgren)
- Kerstin Hellström – Barbro
- Ulla Svedin – wienerbrödsätande Louise
- Maria Lundqvist – tillfälliga Sylvia
- Lena B. Nilsson – körkortstagande Fredrika
- Elisabeth Göransson – ensamma Eva
- Annalisa Ericson – Emmy, Agnetas mor
- Staffan Göthe – handskkunden
- Kim Lantz – konstförsäljare
- Iwar Wiklander – ordföranden
- Sven Andrén – promenadvän
- Eva Hermansson – romenadvän
- Lars Magnus Larsson – promenadvän
- Bodil Widlund – promenadvän
- Lina Kristensson – kassörskan
- Robert Tham – högtalarröst